# Gösta Persson
Gösta Persson né le 8 janvier 1904 à Stockholm et mort le 23 février 1991 à Malmö est un nageur et poloïste suédois.

## Biographie
Aux Jeux olympiques d'été de 1924 à Paris, il est engagé sur le relais 4 × 200 mètres. Il participe aux séries et qualifie son équipe pour les demi-finales en 11 min 15 s 40. Il est alors remplacé. Le relais suédois termine 3e ; il est donc lui aussi médaille de bronze. Il est membre de l'équipe de Suède masculine de water-polo qui termine 4e du tournoi olympique. Il participe aussi au tournoi de water-polo des JO de 1936.